# Trigonogenius latefasciatus
Trigonogenius latefasciatus là một loài bọ cánh cứng trong họ Ptinidae. Loài này được Gorham miêu tả khoa học năm 1883.